# Kolbäcksån
Kolbäcksån er en 199 km lang (inkl. kildefloder) å i Bergslagen i Midtsverige. Den løber fra Dalarna gennem Västmanland til Galtenbugten i Mälaren. Åen løber bl.a. gennem søerne Väsman, Barken og Åmänningen. Den har et afvandingsområde på 3.118 km² og en middelvandføring på 27 m³/s ved udmundingen. Strömsholms kanal følger åen 100 km. Kolbäcksån er en del af Norrströms hovedafvandingsområde.
De mange fald i Kolbäcksån fik tidligt betydning for industrien. Eksempelvis ved Semlaområdet, Fagersta, Västanfors, Ramnäs, Surahammar og Hallstahammar blev der etableret jernværker.
Den truede og rødlistede fiskeart asp (Aspius aspius) findes i de nedre dele af åen.